# 新沃洛德米里夫卡 (扎波罗热区)
48°1′7″N 35°47′45″E / 48.01861°N 35.79583°E
新沃洛德米里夫卡（烏克蘭語：Нововолодимирівка）是位於烏克蘭東南部的村莊，由扎波羅熱州扎波羅熱区的新米科拉伊夫卡市鎮負責管轄。該村距離韦塞雷哈伊1.5公里，面積9.3平方公里，海拔高度112米，2001年人口163。